# Футбол 3
«Футбол 3» — закритий український спортивний телеканал, що входив до складу медіаконгломерату Медіа Група Україна, що належить Рінату Ахметову.
Транслював світові, європейські, українські чемпіонати і кубки, матчі збірних, турніри УЄФА та ФІФА, а також програми власного виробництва.
Канал був доступний у пакеті оператора платного супутникового телебачення Xtra TV, а також у пакетах кабельних та IPTV-операторів в SD та HD-якості.

## Історія
«Футбол 3» розпочав мовлення у січні 2020 року у тестовому режимі, а повноцінно — 1 лютого.
У зв'язку з російським вторгненням в Україну з 24 лютого по 8 травня та з 12 по 21 липня 2022 року телеканал цілодобово транслював інформаційний марафон «Єдині новини» з власним логотипом, а з 28 лютого — з логотипом спорідненого каналу «Україна 24».
З 9 травня по 11 липня «Футбол 3» відновив самостійне мовлення.
11 липня 2022 року кінцевий власник медіахолдингу Рінат Ахметов оголосив про припинення діяльності телеканалів та друкованих ЗМІ «Медіа Групи Україна» та вихід материнської компанії «SCM» з медіабізнесу, обумовивши це прийняттям закону про деолігархізацію. Всі ліцензії, якими володіли телеканали, будуть передані у власність держави. Пізніше у медіагрупі пояснили, що державі передані тільки ліцензії, які видавала НацРада з питань телебачення та радіомовлення, а активи телеканалів будуть розпродані. Наступного дня, 12 липня, всі телеканали медіагрупи припинили самостійне мовлення і розпочали трансляцію марафону «Єдині новини».
22 липня 2022 року телеканал припинив своє мовлення.

## Чемпіонати та турніри, які транслювалися телеканалом
Інформація станом на 14 жовтня 2021 року
- Українська Прем'єр-ліга
- Перша ліга України
- Кубок України
- Суперкубок України
- Кваліфікація ЧС-2022
- Ліга націй УЄФА
- Кубок Лібертадорес
- Нідерландська ліга Ередивізі
- Турецька Суперліга
- Професійна ліга Аргентини
- Кубок Італії
- Суперкубок Італії
- Кубок Бразилії

## Програми власного виробництва
- «Футбол NEWS» (ведучі: Віталій Плецан, Алла Бублій, Елла Іванюкович, Михайло Баранов, Олександр Федоришин)
- «УПЛ Online»
- «Перша Online»
- «Головна команда» (ведучий — Іван Гресько)
- «Fan Talk»
- «Моя гра» з Аллою Бублій
- «Ліга націй»
- «Ліга націй. ONLINE»

## Коментатори
- Віктор Вацко
- Богдан Костюк
- Микола Кравчук
- Кирило Круторогов
- Андрій Малиновський
- Олександр Михайлюк
- Андрій Столярчук
- Роман Тимощук
- Владислав Шалота
- Максим Гіленко

## Топ-менеджмент каналів «Футбол 1»/«Футбол 2»/«Футбол 3»
- Олександр Денисов — директор каналів
- Роман Бориско — заступник директора
- Іван Гресько — шеф-продюсер каналів
- Євген Садовий — програмний директор каналів

## Керівництво
- Олександр Денисов — директор каналів «Футбол 1/2/3»